# Człowiek, który stracił pamięć
Człowiek, który stracił pamięć, Szczątek imperium, Szczątek cesarstwa (ros. Обломок империи, Obłomok impierii: w dosłownym tłumaczeniu Szczątek imperium lub Szczątek cesarstwa) – radziecki czarno-biały film niemy z 1929 roku w reżyserii Fridricha Ermlera. Dramat psychologiczno-społeczny o żołnierzu rosyjskim, który w wyniku działań I wojny światowej utracił pamięć.

## Fabuła
Podczas I wojny światowej Podoficer Filimonow (Fiodor Nikitin) zostaje kontuzjowany i traci pamięć. Po 10 latach odzyskuje ją i wraca do rodzinnego Petersburga, który tymczasem stał się Leningradem.
Reżyser przedstawił dramat osobisty bohatera oraz przemiany społeczno-polityczne, które w międzyczasie zaszły. W celu ukazania grozy wojny Ermler stosuje ekspresjonistyczne środki wyrazu wywołujące emocje u odbiorców, a jego kadry przypominają czasami grafikę Käthe Kollwitz.

## Obsada
- Fiodor Nikitin jako Filimonow
- Ludmiła Siemionowa jako Natasza, była żona Filimonowa
- Walerij Sołowcow jako nowy mąż Nataszy
- Jakow Gudkin jako Jakow, ranny czerwonoarmista
- Wiaczesław Wiskowski jako były fabrykant
- Siergiej Gierasimow jako mienszewik
- Warwara Miasnikowa jako kobieta w tramwaju
- Aleksandr Mielnikow jako komsomolec
- Emil Gal jako pasażer w pociągu

## Produkcja
Zdjęcia kręcono w Leningradzie i Charkowie.